# Капуцины (род обезьян)
Капуцины (лат. Cebus) — род приматов из семейства цепкохвостых обезьян. Ареал рода включает в себя обширные пространства тропических лесов от Гондураса на севере до Южной Бразилии на юге.

## Описание
Их называют «широконосыми обезьянами» из-за широкой перегородки между ноздрями, в противоположность высшим приматам Старого Света (Африка и Азия), которых именуют «узконосыми обезьянами». Человеку тоже свойственна узкая носовая перегородка между ноздрями. По этому и ряду других не столь явных признаков приматы Нового Света хорошо обособлены от других высших приматов в результате их длительного и независимого развития. Рост не более 60 см (без учёта хвоста), длина хвоста равна длине тела, масса от 1,5 до 5 кг. Самцы обычно больше самок.

## Поведение
Капуцины живут в кронах гигантских тропических деревьев, где выискивают себе пропитание, состоящее из различных плодов, орехов, семян, сочных побегов, разнообразя его насекомыми, древесными лягушками и содержимым обнаруженных птичьих гнёзд. Эти обезьяны держатся группами в 10—30 особей на определённой территории. Капуцины очень подвижные обезьяны, они бегают и ходят на всех конечностях, редко на двух лапах, иногда прыгают. Их голоса полны разнообразных звуков.
Капуцины пользуются заслуженной репутацией как одни из наиболее сообразительных видов приматов Америки. В природе нередко разбивают орехи камнями или отбивают слишком твёрдые плоды о твёрдые сучья деревьев, а пойманных квакш обтирают о кору деревьев, счищая с них слизь; в неволе хорошо поддаются обучению. Они хорошо известны своей привычкой натирать свой мех пахучими веществами.
Во время лазания по деревьям капуцин часто пользуется цепким концом хвоста, которым хорошо цепляется за ветки, но повиснуть на хвосте он не может. В противоположность широко распространённому мнению, обезьяны Старого Света и подавляющее большинство Нового не могут повиснуть на хвосте и не делают этого. Исключение в этом отношении составляют ревуны, шерстистые и паукообразные обезьяны.
Капуцины живут колониями или стадами. Целыми днями они кормятся, играют или занимаются грумингом друг друга. Все члены стада заботятся о детёнышах, в случае опасности бросаются на выручку. Предводителем стада является высокоранговый самец, однако он не претендует на всех самок, которые вольны выбирать любого самца в своём стаде. Чем многочисленнее группа, тем успешнее она может противостоять естественным врагам (орлам и другим хищным птицам).

## Размножение
Самки рождают детёныша раз в два года после беременности, которая длится около 160 дней. Обычно рождается один детёныш, масса тела его составляет 8,5 % от веса матери. Иногда рождаются двойни, но нечасто. Первые три месяца жизни детёныш проводит за спиной у матери, перебираясь к ней на грудь, чтобы получить молоко. Потом у них проявляется интерес к окружающему миру, они начинают питаться взрослой пищей. К шестимесячному возрасту они вполне могут обслуживать себя, однако по-прежнему не уходят от матери, которая их защищает и кормит молоком. В возрасте 9—12 месяцев они начинают самостоятельную жизнь. Половая зрелость наступает в возрасте 4—5 лет у самок и самцов, но физическая зрелость у самцов наступает не раньше 6—7 лет.

## Классификация
Ранее все капуцины помещались в род Cebus, однако в 2012 году был предложен новый род Sapajus, в который было предложено поместить виды из группы Cebus apella. Виды из группы Cebus capucinus было предложено оставить в составе рода Cebus. В 2012 году были опубликованы результаты генетических исследований, согласно которым было выделено несколько новых видов. Некоторые приматологи, впрочем, считают эти виды синонимами уже известных ранее видов.
База данных Американского общества маммологов (ASM Mammal Diversity Database) признаёт 4 вида капуцинов (в квадратных скобках указаны спорные виды, предварительно включённые в синонимику общепризнанных видов):
- Cebus albifrons — Белолобый капуцин [C. aequatorialis, C. cesarae, C. cuscinus, C. leucocephalus, C. malitiosus, C. unicolor, C. versicolor и C. yuracus]
- Cebus capucinus — Обыкновенный капуцин [C. imitator]
- Cebus kaapori — Капуцин-каапори
- Cebus olivaceus — Траурный капуцин [C. castaneus, C. brunneus и C. trinitatis]